# إيلي مانينغ
إيلي مانينغ (بالإنجليزية: Eli Manning)‏ (و. 1981  م) هو لاعب كرة قدم أمريكية، من الولايات المتحدة، ولد في نيو أورلينز، يلعب كظهير ربعي.

## التعليم
تعلم في Isidore Newman School ‏.

## وصلات خارجية
- إيلي مانينغ على موقع إي إس بي إن.كوم (أن.أف.أل)3
- إيلي مانينغ على موقع مرجع كرة القدم المحترفة.كوم (الإنجليزية)

- إيلي مانينغ على موقع IMDb (الإنجليزية)
- إيلي مانينغ على موقع الموسوعة البريطانية (الإنجليزية)
- إيلي مانينغ على موقع إن إن دي بي (الإنجليزية)
- إيلي مانينغ على موقع قاعدة بيانات الفيلم (الإنجليزية)